# Kincs, ami van
A Kincs, ami van Bayer Friderika negyedik nagylemeze.

## Az album dalai[1]
1. Kincs, ami van (Janca Ákos-Csuka László)
2. Szemtől szembe (Janca Ákos-Csuka László)
3. Tartozol egy mosollyal (Janca Ákos-Csuka László)
4. Másik (Fejes Zoltán-Csuka László)
5. Fogd a kezem (Fejes Zoltán-Csuka László)
6. Te vagy a válasz (Janca Ákos-Csuka László)
7. Mondd, miért (Janca Ákos-Csuka László)
8. New York City (Fejes Zoltán-Gothár Ferenc-Janca Ákos-Csuka László)
9. Hajnalodik (Janca Ákos-Csuka László)
10. A lényeg (Janca Ákos-Csuka László)
11. A mai világban (Fejes Zoltán-Janca Ákos-Csuka László)
12. Szeretni ne félj (Gothár Ferenc-Csuka László)
13. Édenkert (Janca Ákos-Csuka László)

## Közreműködők
- Bayer Friderika - ének, vokál
- Fejes Zoltán - elektromos és akusztikus gitár
- Gothár Ferenc - basszusgitár
- Janca Ákos - billentyűs hangszerek, dobprogramok, vokál
- Makai Zoltán - harsona
- Pasitka Herman - szaxofon
- Schweiger Csaba - trombita
- Szentkirályi Pál - dob
- Joób Gergely - cselló
- Lugosi Veronika - hegedű